# Ultima misiune (film din 1973)
Ultima misiune (în engleză The Last Detail) este o comedie neagră americană din 1973 regizată de Hal Ashby cu un scenariu de Robert Towne adaptat după romanul cu același nume al lui Daryl Ponicsan.
Filmul s-a bucurat de aprecierea celor mai importante jurii ale festivalurilor cu renume, fiind răsplătit cu numeroase nominalizări și premii. Academia Americană de Film a nominalizat pelicula "Ultima misiune" la trei categorii: cel mai bun actor în rol principal (Jack Nicholson), cel mai bun actor în rol secundar (Randy Quaid) și cel mai bun scenariu. De asemenea, a avut două nominalizări și două premii BAFTA (cel mai bun actor - Jack Nicholson - și cel mai bun scenariu), un premiu și o nominalizare la Festivalul de Film de la Cannes și două nominalizări la Globurile de Aur.

## Prezentare
Doi ofițeri de carieră din Marina Americană, Buddusky (Jack Nicholson) și Mulhall (Otis Young) sunt trimiși în misiune. Ei au datoria de a-l transporta pe tânărul marinar Larry Meadows (Randy Quaid) de la baza navală Norfolk la închisoarea navală din Portsmouth, unde acesta urmează să își ispășească pedeapsa de opt ani. Buddusky este decis să nu îl lase să ajungă dincolo de gratii înainte de a cunoaște plăcerile vieții în libertate. Astfel, cei trei vor avea parte de multe aventuri în timpul acestei călătorii, printre care și o încăierare într-o toaletă publică, o beție zdravănă în camera de hotel și patinaj la Radio City. De asemenea, tânărului marinar i se va aranja și întâlnirea cu o prostituată care îi va rezolva problema virginității. În naivitatea lui, Larry ajunge să îi considere pe cei doi ofițeri cei mai buni prieteni ai săi. Însă, în momentul în care el încearcă să evadeze, Buddusky îl prinde și îl lovește zdravăn. Bătut și plin de vânătăi, Meadows este predat autorităților din Portsmouth, iar Buddusky și Mulhall realizează că, asemeni tânărul marinar, și ei doi sunt, de fapt, tot prizonieri ai lumii lor.

## Distribuție
- Jack Nicholson . . . . . Billy "Bad Ass" Buddusky
- Otis Young . . . . . "Mule" Mulhall
- Randy Quaid . . . . . Larry Meadows
- Clifton James . . . . . M.A.A.
- Carol Kane . . . . . tânăra prostituată
- Nancy Allen . . . . . Nancy
- Luana Anders . . . . . Donna
- Michael Moriarty

## Premii și nominalizări

### Premiul Oscar
- Premiul Oscar pentru cel mai bun actor - Jack Nicholson (nominalizat)
- Premiul Oscar pentru cel mai bun actor în rol secundar - Randy Quaid (nominalizat)
- Premiul Oscar pentru cel mai bun scenariu original - Robert Towne (nominalizat)

### Premiul BAFTA
- BAFTA pentru cel mai bun actor - Jack Nicholson (câștigat)
- BAFTA pentru cel mai bun scenariu - Robert Towne (câștigat)
- BAFTA pentru cel mai bun film (nominalizat)
- BAFTA pentru cel mai bun actor în rol secundar - Randy Quaid (nominalizat)

### Premiul Globul de Aur
- Premiul Globul de Aur pentru cel mai bun actor (dramă) - Jack Nicholson (nominalizat)
- Premiul Globul de Aur pentru cel mai bun actor în rol secundar - Randy Quaid (nominalizat)